# チェリー (企業)
celly（伊:Celly S.p.A.）は、イタリアのスマートフォン・アクセサリメーカー。

## 概要
1998年にイタリアで設立。携帯電話（フィーチャーフォン）、スマートフォン、タブレット、アクションカメラ、カメラ、ノートブック向けのアクセサリの製造および販売を世界規模でおこなっている。
2014年、イタリア企業のEsprinetが60%の株式を取得し、 現在はEsprinetの子会社となっている。

## 主な製品
- スマートフォンケース
- セルフィスティック
- USBケーブル
- イヤホン
- ヘッドホン
- キーボード
- 乾電池
- モバイルバッテリー